# 209 Pułk Piechoty (II RP)
209 Pułk Piechoty (209 pp) – dowództwo pułku piechoty Wojska Polskiego dla pomorskich batalionów piechoty typu specjalnego w 1939 roku. Nie istniał w czasie pokoju.

## Mobilizacja
W zmianach do planu mobilizacyjnego „W” na rok 1939 ujęto sformowanie na terenie Okręgu Korpusu Nr VIII dowództwa 209 pułku piechoty dla pomorskich batalionów piechoty typu specjalnego z pododdziałami specjalnymi ale bez plutonu artylerii piechoty. 209 pułk piechoty rezerwowej w Chełmnie, zmobilizowany został okresie zagrożenia, w grupie jednostek oznaczonych kolorem niebieskim sformował go – 66 Kaszubski pułk piechoty z 16 DP.
W skład 209 i 208 pułków wejść miały pomorskie bataliony piechoty typu specjalnego formowane na bazie batalionów Pomorskiej i Chełmińskiej Brygady ON:
- batalion piechoty nr 81 mob. przez 1 batalion strzelców w Chojnicach na bazie Tucholskiego batalionu ON, mobilizowany w grupie zielonej,
- batalion piechoty nr 82 mob. przez II batalion 65 Starogardzkiego pułku piechoty w Gniewie na bazie Starogardzkiego batalionu ON, mobilizowany w grupie zielonej,
- batalion piechoty nr 83 mob. przez 62 pułk piechoty w Bydgoszczy na bazie Kcyńskiego batalionu ON, mobilizowany w grupie niebieskiej,
- batalion piechoty nr 84 mob. przez 2 batalion strzelców na bazie Kościerskiego batalionu ON, mobilizowany w grupie zielonej,
- batalion piechoty nr 85 mob. przez 1 batalion strzelców na bazie Czerskiego batalionu ON,mobilizowany w grupie zielonej,
- batalion piechoty nr 86 mob. przez 61 pułk piechoty wielkopolskiej na bazie Nakielskiego batalionu ON, mobilizowany w grupie niebieskiej[1].

Początkowo wszystkie bataliony miały być formowane w „grupie niebieskiej”. Następnie przesunięto do „grupy zielonej” bataliony: tucholski, czerski, starogardzki i kościerski.
Patrząc na miejsce stacjonowania batalionów ON w skład 209 pułku piechoty powinny wejść:
- 209 pp rez. (bataliony piechoty nr 82, 84 i 85).

W planach na rok 1940 przewidywano wystawienie dowództwa 210 pułku piechoty we Włocławku przez 14 pułk piechoty i Kwatery Głównej 48 Dywizji Piechoty (Rezerwowej) oraz włączenie do składu dywizji 31 pułku artylerii lekkiej.
W czerwcu 1939 podjęta została decyzja o przeformowaniu 6 batalionów ON typu II w bataliony piechoty typu specjalnego, w tym batalionów: kościerskiego, czerskiego, nakielskiego, tucholskiego, starogardzkiego i kcyńskiego. Powyższy plan zrealizowano do wybuchu wojny.

## Działania wojenne
W kampanii wrześniowej 209 pułk nie wystąpił w planowanym składzie. Pozostałe pododdziały weszły w skład wielkich jednostek i zgrupowań taktycznych podległych dowódcy Armii „Pomorze”: Zgrupowanie „Chojnice” (81 i 85), Oddział Wydzielony „Kościerzyna” (84).  Tylko batalion piechoty nr 82 wszedł w skład 209 pp (rez.).
Dowództwo 209 pp z pododdziałami specjalnymi sformowane zostało w dniach 24–25 sierpnia 1939 roku. Dowódcą pułku został podpułkownik Józef Popek. Jednostka weszła w skład Armii „Pomorze”. Generał dywizji Władysław Bortnowski podporządkował dowódcy pułku II batalion 65 pułku piechoty, kompanię ON „Tczew” i 48 dywizjon artylerii lekkiej. Wszystkie pododdziały utworzyły Oddział Wydzielony „Wisła”, którego zadaniem była osłona 27 DP od wschodu i dozorowanie Wisły od Nogatu na północy do ujścia Osy do Wisły na południu. Z uwagi na rozwiązanie Korpusu Interwencyjnego i nieaktualnym zadaniem dla OW Wisła, wieczorem 1 września 1939 r. II/65 pp został przewieziony przez dwie kolumny samochodowe Armii „Pomorze” do odwodu macierzystej 16 DP w rejonie Grudziądza. Natomiast dowództwo 209 pp wraz z pododdziałami pułkowymi batalionem piechoty spec. nr 82, 48 dal i kompanią Straży Granicznej, samodzielną kompanią ON „Tczew” dozorowało zachodni brzeg Wisły. Pułk był atakowany przez lotnictwo niemieckie. Wieczorem 2 września, z uwagi na wyjście na tyły pułku oddziałów niemieckiej 20 Dywizji Piechoty Zmotoryzowanej, batalion piechoty spec. nr 82 wycofał się z odcinka nad Wisłą do Grudziądza na most. Również dowództwo 209 pp pomaszerowało szosą do Grudziądza i po przejściu mostu w Grudziądzu, do wsi Marusza. 3 września pod Maruszą kompania ppanc. 209 pp wspierała walki batalionu II/65 pp w walce z niemieckimi czołgami batalionu I/10 pułku czołgów. Pododdziały pułkowe, a głównie kompania ppanc. wspierała kontratak batalionu II/65 pp i 66 pp w kierunku dwór Annowo, Nicwałd i Gruta. Pododdziały pułkowe jak i II/65 pp wspierał 48 dywizjon artylerii lekkiej. W walkach obsługi armat ppanc. zniszczyły 3 niemieckie czołgi bez strat własnych. 3 września pododdziały pułkowe brały udział w działaniach obronnych jednostek 16 Dywizji Piechoty, głównie 65 pp. Następnie dowództwo i pododdziały pułkowe 209 pp wycofały się w kierunku Łowicza w składzie 16 DP.

## Obsada personalna 209 pp
Dowództwo 209 pp
- dowódca pułku – ppłk piech. Józef Popek
- oficer łączności – ppor. Tadeusz Stefan Rozbicki[6]
- kwatermistrz – kpt. Bolesław Kluska[6]

- II batalion 65 pułku piechoty
- batalion piechoty typ spec. nr 82 (Starogardzki batalion ON)
- 48 dywizjon artylerii lekkiej
- kompania przeciwpancerna typ II 209 pp – ppor. Władysław Golik